# جون نیشیکاوا
جون نیشیکاوا (ژاپنی: 西川 潤؛ زادهٔ ۲۱ فوریهٔ ۲۰۰۲) یک بازیکن فوتبال اهل ژاپن است.
از باشگاه‌هایی که در آن بازی کرده‌است می‌توان به باشگاه فوتبال سرزو اوساکا اشاره کرد.